# Whirlpool (ゲームブランド)
Whirlpool（ワールプール）は、東京都葛飾区に本社を置く株式会社トラスロッド・ジャパンが企画・制作・販売を行うアダルトゲームブランド。

## 概要
Whirlpoolは2006年2月14日に江戸川区内で設立された。ブランド名の「Whirlpool」は、「これから起こる楽しい出来事に沢山の人達を巻き込みながら、自分達もよりおおきな渦になっていければ」という思いから名付けられた。

『ねこ☆こい! 〜猫神さまとネコミミのたたり〜』以降はてんまそ原画と水鏡まみず原画の2ライン体制を取り、交互に作品を発表するようになった。シナリオ担当などその他のスタッフはその都度入れ替わっている。てんまそ退社後は、鷹乃ゆきが看板原画家となった。
Whirlpoolのプロデューサー・アラガーは、エロありきだと思うため、コンシューマ版の先行発売は考えていないと、「BugBug」2022年6月号に掲載されたHOOKSOFTのディレクター・宅本うととの対談の中で語っている。

### 他ブランドとのかかわり
コミックマーケット71（2006年12月）への共同出展、『MagusTale 〜世界樹と恋する魔法使い〜』へのすたじお緑茶スタッフの参加、『いな☆こい! 〜お稲荷さまとモテモテのたたり〜』発売時のすたじお緑茶サイトでのトップ絵告知などイベントに共同出展したりゲーム制作に相互のスタッフが参加するなどすたじお緑茶との協力関係が深く、双方のスタッフブログにおいて「仲良しブランド」と称していたことがある。
HOOKSOFTとは緩いつながりがあり、『うみおかける！大航海ラジオ』以降は共同で施策を立てるようになった。
また宅本は、Whirlpoolが低価格作品『猫忍えくすはーと』を発表した際、金に困ってそうしたと思っているユーザーがいる中で、同社だから何か考えがあるはずだと思っていたと、アラガーとの対談の中で明かしている。実際、『猫忍えくすはーと』を出したきっかけは、fengが低価格作品『彼女のセイイキ』を1万円の抱き枕付きで発売したことであり、アラガー自身が昔からのやり方に対するこだわりが薄いことも一因だった。

## 作品一覧
Wirlpoolの各作品は、基本的に同じ世界で展開されている。
| #       | 発売日         | タイトル                                               | 原画                                  | SD原画       | シナリオ                     |
| ------- | -------------- | ------------------------------------------------------ | ------------------------------------- | ------------ | ---------------------------- |
| 1       | 2006年9月29日  | いな☆こい! 〜お稲荷さまとモテモテのたたり〜            | てんまそ                              | ペテン師     | 雨根初居、ゆげちまる         |
| 1 FD    | 2007年5月25日  | いな☆こい! ファンディスク                              | てんまそ                              | ペテン師     | 尾之上咲太                   |
| 2       | 2007年11月30日 | MagusTale 〜世界樹と恋する魔法使い〜                   | てんまそ                              | こもわた遙華 | 大三元、尾之上咲太           |
| 2 FD    | 2008年6月13日  | MagusTale Infinity                                     | てんまそ                              | こもわた遙華 | 大三元、尾之上咲太、Hatsu    |
| 3       | 2008年12月28日 | メリ☆クリ 〜10年ぶりのホワイトクリスマス〜             | 水鏡まみず、てんまそ                  |              | 尾之上咲太                   |
| 4       | 2009年7月31日  | 77 〜And, two stars meet again〜                       | 水鏡まみず、てんまそ                  | こもわた遙華 | 尾之上咲太                   |
| 5       | 2010年4月30日  | ねこ☆こい! 〜猫神さまとネコミミのたたり〜              | 水鏡まみず                            | 夜野みるら   | 尾之上咲太                   |
| (2)     | 2010年7月30日  | MagusTale W-Pack                                       |                                       |              |                              |
| 6       | 2010年8月27日  | 涼風のメルト -Where wishes are drawn to each other-    | てんまそ                              | こもわた遙華 | 大三元、高嶋栄二             |
| 6 FD    | 2011年6月24日  | 舞風のメルト -Where leads to feeling destination-      | てんまそ                              | こもわた遙華 | 大三元、高嶋栄二             |
| 7       | 2011年9月30日  | Lunaris Filia 〜キスと契約と真紅の瞳〜                 | 水鏡まみず                            | れとまクロ   | あくまっこ                   |
| (6)     | 2012年7月27日  | 涼風のメルト W-Pack                                    |                                       |              |                              |
| 8       | 2012年9月28日  | 竜翼のメロディア -Diva with the blessed dragonol-      | てんまそ                              | こもわた遙華 | 大三元、高嶋栄二、志村那由多 |
| 9       | 2012年12月21日 | Justy×Nasty 〜魔王はじめました〜                       | 水鏡まみず                            | れとまクロ   | 木村ころや                   |
| 10      | 2013年10月25日 | うそつき王子と悩めるお姫さま -PRINCESS SYNDROME-       | てんまそ                              | こもわた遙華 | 七烏未奏                     |
| 11      | 2013年12月20日 | まじかりっく⇔スカイハイ 〜空飛ぶホウキに想いをのせて〜 | 水鏡まみず、キグナス                  | れとまクロ   | 大三元、志村那由多、瀬戸涼一 |
| 12      | 2014年7月25日  | G.I.B. ガールズ・イン・ブラック                        | てんまそ、Rけん                       | abua         | 椎名ヒサシ、若瀬諒           |
| (5•7•9) | 2014年10月31日 | 渦巻コレクションパック -水鏡まみず Edition-            |                                       |              |                              |
| 13      | 2015年2月27日  | 鯨神のティアスティラ                                   | 水鏡まみず                            | れとまクロ   | 志村那由多、籐太、和泉万夜   |
| 14      | 2016年2月26日  | ワールド・エレクション                                 | 水鏡まみず、てんまそ、市倉ロボ、Rけん | こもわた遙華 | 近江谷宥                     |
| 15      | 2017年2月24日  | 猫忍えくすはーと                                       | 鷹乃ゆき                              | またたび丸。 | 近江谷宥                     |
| 16      | 2017年7月28日  | 初情スプリンクル                                       | 水鏡まみず                            | れとまクロ   | 近江谷宥                     |
| 15 FD   | 2017年11月2日  | 猫忍えくすはーと+PLUS なち編                           | 鷹乃ゆき                              | またたび丸。 | 近江谷宥                     |
| 15 FD   | 2017年11月17日 | 猫忍えくすはーと+PLUS 彩羽編                           | 鷹乃ゆき                              | またたび丸。 | 近江谷宥                     |
| 17      | 2018年3月30日  | 猫忍えくすはーと2                                      | 鷹乃ゆき                              |              | 近江谷宥                     |
| 17 FD   | 2018年12月14日 | 猫忍えくすはーと2 LOVE+PLUS                            | 鷹乃ゆき                              |              | 近江谷宥                     |
| 18      | 2019年3月29日  | pieces/渡り鳥のソムニウム                              | 水鏡まみず                            | 超肉         | 近江谷宥、和泉万夜           |
| 19      | 2019年7月26日  | 猫忍えくすはーと3                                      | 鷹乃ゆき                              |              | 近江谷宥                     |
| 18 FD   | 2020年5月29日  | pieces/揺り籠のカナリア                                | 水鏡まみず                            | 超肉         | 近江谷宥                     |
| 20      | 2020年10月30日 | 竜姫ぐーたらいふ                                       | 鷹乃ゆき                              | またたび丸。 | 近江谷宥                     |
| 20 FD   | 2020年12月18日 | 竜姫ぐーたらいふ LOVE+PLUS                             | 鷹乃ゆき                              |              | 近江谷宥                     |
| 21      | 2021年6月25日  | 竜姫ぐーたらいふ2                                      | 鷹乃ゆき                              | またたび丸。 | 近江谷宥                     |
| 22      | 2021年10月29日 | けもの道☆ガーリッシュスクエア                          | 白もち桜                              | ぺろ         | 近江谷宥                     |
| 23      | 2022年3月25日  | アンレス・テルミナリア                                 | 水鏡まみず                            | みるくぱんだ | 近江谷宥                     |
| 22 FD   | 2022年7月15日  | けもの道☆ガーリッシュスクエア LOVE+PLUS                | 白もち桜                              | ぺろ         | 近江谷宥                     |
| 24      | 2022年10月28日 | 竜姫ぐーたらいふ3                                      | 鷹乃ゆき                              | またたび丸。 | 近江谷宥                     |
| 25      | 2023年3月31日  | けもの道☆ガーリッシュスクエア2                         | 白もち桜                              | ぺろ         | 近江谷宥                     |
| 26      | 2023年9月29日  | 猫忍えくすはーとSPIN!                                  | 鷹乃ゆき                              | シロ9じら    | 近江谷宥                     |
| 27      | 2024年2月22日  | はじめるセカイの理想論 -goodbye world index-           | 水鏡まみず                            | みるくぱんだ | 近江谷宥                     |
| 26 FD   | 2024年11月15日 | 猫忍えくすはーとSPIN! LOVE+PLUS                        | 鷹乃ゆき                              | シロ9じら    | 近江谷宥                     |
| 28      | 2025年11月28日 | 猫忍えくすはーとSPIN!2                                 | 鷹乃ゆき                              | シロ9じら    | 近江谷宥                     |

## ゲーム以外の作品
- ノスタルジャーニー・キス（電撃G's magazineとのプロジェクト）[4]

## 各作品共通用語
改変者
運命への干渉を行い、多数の未来を作り出せる存在。イノベイターとも呼ばれる。それぞれの主人公の事を指し、77のLIBRARYで初めて設定が明らかになった。
- いな☆こい!→荒木 卓也
- MagusTale→天ヶ瀬 大樹
- メリ☆クリ→冬馬 信矢
- 77→月城 翔
- ねこ☆こい!→遠野 司
- 涼風のメルト/舞風のメルト→瀬川 彰人
- Lunaris Filia→速水 聡介
- 竜翼のメロディア→リュート=カーライル
- Justy×Nasty→神威 清春
- うそつき王子と悩めるお姫さま→有須 祐二
- まじかりっく⇔スカイハイ→天満 隼人
- G.I.B.→音無　昴
- 鯨神のティアスティラ→成海 悠真
- ワールド・エレクション→獅子堂 敬

## 主なスタッフ
プロデューサー
- アラガー

ディレクター
- ミドルリバー
- ほっしー(スクリプターと兼任)
- ス★シ(2017年入社)

原画
- 水鏡まみず
- こもわた遙華（SDキャラクタ担当）
- れとまクロ（SDキャラクタ担当）

グラフィッカー
- EorX（紅娘）
- 市倉ロボ

背景
- nikuyasan

プログラム
- 穂乃井
- とーむ

広報
- 新ガー

スクリプター
- ほっしー

元スタッフ
- おちんさま（2010年4月30日付で退社）
- ぷらぱ
- てんまそ
- カゲイラ